# Junellia lavandulifolia
Junellia lavandulifolia là một loài thực vật có hoa trong họ Cỏ roi ngựa. Loài này được (Phil.) Moldenke mô tả khoa học đầu tiên năm 1940.